# Ahaetulla perroteti
Ahaetulla perroteti е вид влечуго от семейство Смокообразни (Colubridae). Видът е застрашен от изчезване.

## Разпространение
Разпространен е в Индия (Керала и Тамил Наду).